# F-1 World Grand Prix
F-1 World Grand Prix és un videojoc de curses de Fórmula 1 per la Nintendo 64 que va ser llançat el 1998. S'ha de córrer contra 22 conductors amb llicència, es pot competir en cinc modes de joc diferents. Competir en una autèntica temporada de F1 de 1997 en 17 circuits incloent-hi el de Monaco, Suzuka i Silverstone.

## Modes de joc
El videojoc consta de 5 modes de joc (Exhibition, Grand Prix, Challenge, Time Trial i 2 Players).
- Exhibition (Exhibició): és el tradicional mode de cursa única en el que pots triar un pilot i un circuit per córrer en aquest.
- Grand Prix (Gran Premi): és el mode temporada en el qual s'ha de triar un pilot i córrer una temporada completa; des d'Austràlia fins a Jerez de la Frontera.
- Challenge (Repte): en aquest mode es proposa una sèrie de reptes que s'ha de desbloquejar. En un principi hi ha tres reptes que s'han de superar per desbloquejar els següents.
- Time Trial (Contrarellotge): mode en el que es pot donar infinites voltes a un circuit.
- 2 Players (Dos jugadors): Es descriu amb el seu nom. Si connectem un segon comandament en la consola es pot jugar contra un amic.

## Modes de dificultat
- Rookie (Novell): per als nouvinguts en aquest joc. És la manera més fàcil. Té activades les ajudes de fre automàtic i assistència en l'adreça.
- Professional (Professional): per als quals tinguin alguna experiència en el videojoc. Té desactivades les ajudes.
- Champion (Expert): Per als experts del títol. No té ajudes i el control és molt realista. Si vas a parar a l'herba el més probable és que acabis fent una virolla.